# Nina Divíšková

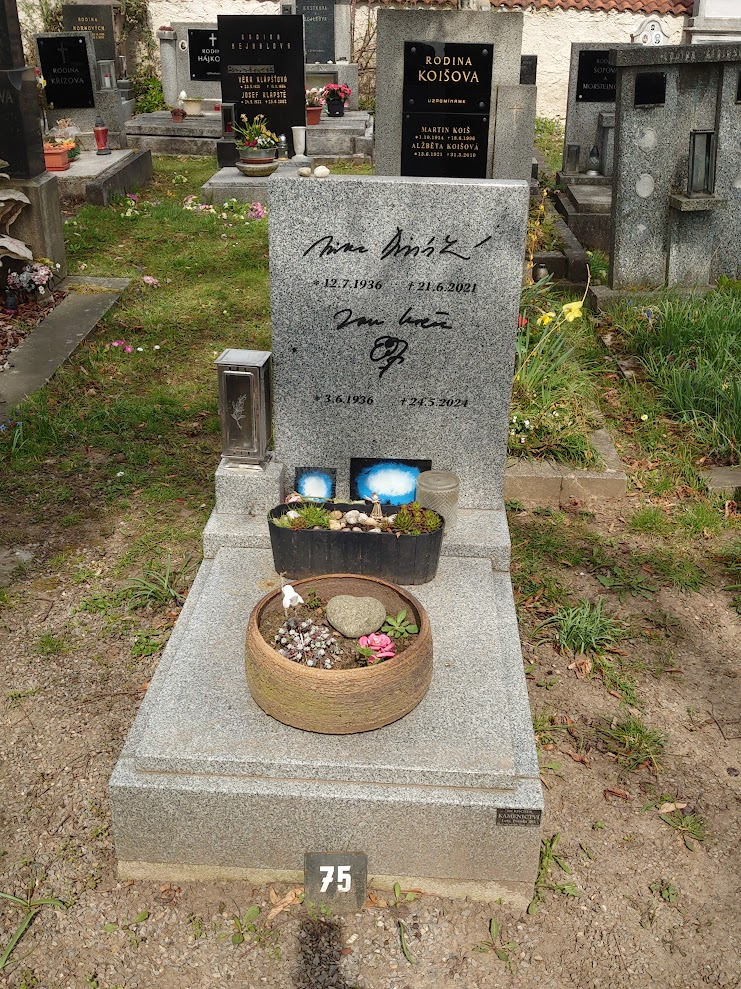
Hrob N. Divíškové na sliveneckém hřbitově v Praze 5

Nina Divíšková (12. července 1936 Brno – 21. června 2021 Praha) byla česká herečka.

## Život
Vyrůstala v Brně, podporována otcem ve sportu a matkou Elmaritou v tanci. Její otec Karel Divíšek dal základy jeskynnímu potápění a sestoupil do propasti Macocha a Punkevních jeskyní, matka Elmarita Divíšková byla divadelní (taneční) pedagožka a měla rytmickou taneční školu, dětské studio, v němž Nina Divíšková tančila. Sestra Tamara Divíšková (* 1934) je výtvarnice (keramička).
V letech 1954–1959 vystudovala DAMU. Na studiích se seznámila se svým manželem, hercem a režisérem Janem Kačerem, s nímž měla dcery Simonu (pracuje jako soudkyně), Kláru a Adélu, která je herečka. Jejich zeť je herec Martin Kubačák.
Hereckou dráhu začala pětiletým angažmá v ostravském Divadle Petra Bezruče, od roku 1965 se na 35 let stal její domovskou scénou tehdy nově vznikající Činoherní klub v Praze. Po odchodu ze stálého angažmá získala řadu výrazných rolí (převážně matek) v menších pražských divadlech – např. despotickou matku Mag v irském dramatu Kráska z Leenane (Divadlo v Řeznické), matku ve Dni matky (Divadlo v Celetné) a matku v Zelenkových Příbězích obyčejného šílenství (Dejvické divadlo) – známa je i z filmové podoby této hry. Tato role jí vynesla nominaci na Thálii i na Českého lva. Hrála i ve Švandově divadle nebo v Divadle Kalich Mou hru v alternaci s Radanou Hermanovou.
Ve filmu hrála spíše menší role, objevila se např. v Morgianě (1972) Juraje Herze, v komedii Věry Chytilové Hra o jablko (1976) i v jejím Panelstory (1979) a Vlčí boudě (1987). Ve Smoljakově komedii Jára Cimrman ležící, spící (1983) ztvárnila manželku cestovatele Emila Holuba. Později také účinkovala v poetické Kytici (2000) a v Máji (2008) F. A. Brabce či ve snímku Tajnosti (2007) režisérky Alice Nellis a v Hřebejkově komedii Nestyda (2008). Na televizních obrazovkách se objevila v seriálu Vlak dětství a naděje (1985), v letech 2007–2013 hrála v seriálech Ulice (Libuši Šmídovou) a Vyprávěj (babičku Bětu).
Zemřela 21. června 2021 na následky Alzheimerovy choroby ve věku 84 let. Poslední rozloučení proběhlo v kostele Všech svatých ve Slivenci. Pohřbena je na sliveneckém hřbitově.

## Filmografie

### Film
- 1967 Zázračný hlavolam – učitelka
- 1969 Slávnosť v botanickej záhrade – Katarína
- 1969 Den sedmý, osmá noc – Žena výpravčího
- 1970 Velká neznámá – 3. povídka Noc v hotelu – Jarmila
- 1971 Šance – herečka
- 1971 Pět mužů a jedno srdce – Kořalníková
- 1972 Morgiana – Otýlie
- 1974 Motiv pro vraždu – 2. povídka Rukojmí – sestra
- 1975 Zrcadlo pro Kristýnu – Adámková
- 1976 Hra o jablko – těhotná žena
- 1977 Oddechový čas – redaktorka Eva Ondráková
- 1979 Pátek není svátek – učitelka
- 1979 Panelstory aneb Jak se rodí sídliště
- 1980 Blues pro EFB – babička
- 1980 Setkání v Paříži – stará chůva
- 1982 Smrt talentovaného ševce (dle románu Václava Erbena z roku 1978) – Medková, manželka kunsthistorika
- 1983 Jára Cimrman ležící, spící – Růžena Holubová
- 1984 Prodavač humoru – Petránková
- 1984 Všichni mají talent – vedoucí domova důchodců
- 1984 Vyhrávat potichu – teta Bláža
- 1985 Tísňové volání – žena se zlatem
- 1986 Chobotnice z II. patra – sousedka Veselá
- 1987 Vlčí bouda – Honzova matka
- 1988 Anděl svádí ďábla – dentistka Zoulová
- 1990 Začátek dlouhého podzimu – Havlíčková
- 1990 Žabí král – Fairy
- 1991 Žebrácká opera – Elizabeth Peachumová
- 1992 Hat-Trick (FAMU) – Rudiho teta
- 1996 Hranice stínu – matka Jiřiny
- 2000 Drak na kusy (FAMU) – Edita
- 2000 Kytice (Zlatý kolovrat) – macecha
- 2004 Bolero – důchodkyně
- 2005 Příběhy obyčejného šílenství – Petrova matka
- 2006 Experti – Wendyina babička
- 2007 Odchází (FAMU) – matka
- 2007 Poslední vlak – Rosa Wasserstein
- 2007 Tajnosti – zákaznice u Denisy
- 2008 Anglické jahody – babička
- 2008 Máj – Tietzeová
- 2008 Nestyda – Marta, matka Oskara
- 2010 V peřině – Hilda
- 2014 Hodinový manžel – Judita Junková

### Televize
- 1969 Rozhovory – vítězova žena
- 1972 Uprostřed babího léta ve stepi zahoukal vlak – Olga
- 1979 Lustr – tetička
- 1980 Čas plyne i v dešti
- 1981 Drž se rovně, Kačenko
- 1981 Počítání oveček – staniční sestra
- 1981 Zabijačka
- 1983 Petra a Pavla
- 1986 Sardinky, aneb život jedné rodinky
- 1987 Drátenická pohádka – vychovatelka
- 1987 Kde bydlí štěstí – zlatníkova žena
- 1987 Miliónová láska
- 1992 Pravda a lež – stará služka
- 1998 Františka aneb O zelených svících a Černé Matce boží
- 1999 Vincenz Priessnitz – vychovatelka
- 2002 Takový slušný člověk
- 2004 Nekonečná neděle – Jáchymova matka
- 2004 Vánoční panenka – Baruška
- 2005 O ševci Ondrovi a komtesce Julince – Luciperova bába
- 2005 Stříbrná vůně mrazu
- 2005 Voděnka – Jezinka
- 2008 Trofej – matka

### Televizní seriály
- 1978 Zákony pohybu – dr. Klímová
- 1985 Vlak dětství a naděje – matka Milana
- 2004 Josef a Ly – Miluška
- 2005 Ulice – Libuše Šmídová, matka Ingrid
- 2006 Hraběnky – maminka
- 2006 Letiště – paní Holerová
- 2008 Kriminálka Anděl – díl Staré vraždy (Zlatníková, bytná zavražděné)
- 2009 Vyprávěj – babička Běta Dvořáková

## Dabing

### Film
- 1970 – Valerie a týden divů – Helena Anýžová (babička / Elsa)
- 1982 – Bariéra – Rumjana Prvanova (macecha)
- 1984 – Kulička – Suzet Maïs (Loiseauová)
- 1995 – Diamantový biliár – Elisabeth Flickenschildt (paní Raltonová)
- 1995 – Zlatá vdova[8]
- 1998 – Sladké sny – dabing Nova – Ann Wedgeworth (Hilda Hensleyová)
- 2001 – Gremlins – dabing Nova, CET 21 – Frances Lee McCain (Lynn Peltzerová)
- 2012 – Hurá do Afriky! – Margot Rothweiler (želva Winifred)

### Seriál
- 2014 – Slečna Marplová – díl Nekonečná noc – Janet Henfrey (paní Leeová)

## Divadlo

### Vybrané divadelní role
- Činoherní klub
  - Podivné odpoledne dr. Zvonka Burkeho (Svatava) – vystupovala v alternaci s Ivanou Chýlkovou[9]
  - 1991 – Mumraj (Lapkinová)[10]
  - 1993 – Nahé odívati (paní Onoria)[11]
  - 1994 – Lulu (hraběnka von Geschwitz)[12]
  - 1994–2009 – Vodní družstvo (Aurelie Cafourková)[13]
  - 1995 – Kosmické jaro (paní Hedvika)[14]
  - 1998 – Rozbitý džbán (Brigita)[15]
  - 1998 – Král nekrál (Arana, iberská královna-matka)[16]
  - 1999–2002 – Letní byt (Sabina, Giacintina teta)[17]
  - 1999 (obnovená premiéra) – Matka aneb Prstem sklo nepřeřízneš (Janina Úhořovská, matka)[18]
- Divadlo DISK
  - 1957 – Elektra (Erithea) – divadelní představení na DAMU[19]
  - 1958 – Učitel tance (Feliciana) – vystupovala v alternaci s Miriam Hynkovou (divadelní představení na DAMU)[20]
  - 1958 – Jestřábi táhnou (Varvava Kapitovna) – divadelní představení na DAMU[21]
  - 1958 – Ledová sprcha (Remingtonová / Žadatelka) – vystupovala v alternaci s Aglaiou Morávkovou (divadelní představení na DAMU)[22]
  - 1959 – Lištičky (Regina Giddensová) – divadelní představení na DAMU[23]
  - 1959 – Rozlitá číš (Chlapec) – divadelní představení na DAMU[24]
  - 1959 – Romeo, Julie a tma (Ester) – divadelní představení na DAMU[25]
- Divadlo Petra Bezruče
  - 1959 – Romeo, Julie a tma (Ester)[26]
  - 1959 – Večer tříkrálový (Viola)[27]
  - 1960 – Štafle[28]
  - 1960 – Damoklův meč (soudcova žena)[29]
  - 1960 – Jejich den (Irena)[30]
  - 1960 – Filosofská historie (Lotty)[31]
  - 1960 – Tramvaj do stanice Touha (Blanche)[32]
  - 1960 – Gangsteři z Valence (Ginneta)[33]
  - 1961 – Žolík (Klára / Holčíková) – vystupovala v alternaci s Alenou Tománkovou[34]
  - 1961 – Svatá Johanka z jatek[35]
  - 1961 – Poprask na laguně (Orseta)[36]
  - 1961 – Hrátky s čertem (Káča)[37]
  - 1961 – Fripiri (Fripiri)[38]
  - 1961 – Matka Kuráž a její děti (Katrin)[39]
  - 1962 – C.K. státní ženich (Cecílie z Husníka)[40]
  - 1962 – Majitelé klíčů (Alena Nečasová) – vystupovala v alternaci s Miluší Hradskou[41]
  - 1963 – Nebožka teta (Truda)[42]
  - 1963 – Lásky hra osudná (Isabella)[43]
  - 1963 – Hrdina západu (Markéta Flahertyová)[44]
  - 1963 – Zpívající Benátky (Lisaura)[45]
  - 1963 – Krysař (Agnes)[46]
  - 1964 – Pláňka (Pláňka)[47]
  - 1964 – Billy lhář (Líza)[48]
  - 1964 – Schovávaná na schodech (Inez)[49]
  - 1964 – Vajíčko (první žena / Hortensie Berthoulletová)[50]
  - 1964 – Lišky, dobrou noc[51]
  - 1964 – Cyrano z Bergeracu (Roxana)[52]
  - 1965 – Slaměný klobouk (La Goulue)[53]
  - 1965 – Zápas s andělem (Dana)[54]
  - 1965 – Zmoudření dona Quijota (Dolores)[55]
- Státní divadlo Ostrava (Divadlo Jiřího Myrona)
  - 1960 – Dnes jsem se rozhodla (Cecílie) – vystupovala v alternaci s Gustou Kachelovou[56]
- Státní divadelní studio (Činoherní klub)
  - 1965 – Spravedliví (Dora Dulebová)[57]
  - 1965 – Mandragora (paní) – vystupovala v alternaci s Jiřinou Třebickou[58]
  - 1966 – Podivné odpoledne dr. Zvonka Burkeho (Svatava)[59]
  - 1966 – Bludiště (První dáma)[60]
  - 1966 – Zločin a trest (Kateřina)[61]
  - 1966 – Na koho to slovo padne (Milada)[62]
  - 1968 – Na ostří nože (slečna Nekvindová)[63]
  - 1969 – Višňový sad (Charlotta)[64]
  - 1970 – Kosmické jaro (paní Hedvika)[65]
  - 1971 – Candide (Cikánka)[66]
  - 1971 – Na dně (Vasilisa)[67]
  - 1972 – Vychovatel (Majorova žena)[68]
  - 1972 – Návrat domů (Ruth)[69]
  - 1973 – Strýček Váňa (Jelena) – vystupovala v alternaci s Janou Břežkovou[70]
  - 1973 – Poprask na laguně (Paní Pasqua)[71]
  - 1975 – Racek (Arkadinová)[72]
  - 1976 – Vlk (Xénie) – vystupovala v alternaci s Janou Břežkovou[73]
  - 1976 – Parádní pokoj (Marie)[74]
  - 1977 – Strýčkův sen (Sofia Petrovna Karpuchinová)[75]
  - 1978 – Krejcarová opera (Jenny, hampejznice)[76]
  - 1980 – Hejtman z Kopníku (uklízečka / Matylda / Kesslerová)[77]
  - 1980 – Bouře (Fekluše, poutnice)[78]
- Divadlo Viola
  - 1978 – Milovat znamená žít Jevištní koláž povídek Maxima Gorkého[79]
  - 1978 – Milovat znamená žít[80]
  - 1981 – Autobiografie vlka[81]
- Divadlo na Vinohradech (Činoherní klub)
  - 1981 – Povídky z vídeňského lesa (Valérie)[82]
  - 1981 – Něžný barbar (Šulcová)[83]
  - 1982 – Rodina Tótů (Mariška)[84]
  - 1983 – Marianniny rozmary (Ciuta)[85]
  - 1985 – Svatby – Svatba (Žena)[86]
  - 1987 – Bitva na kopci (Valérie)[87]
  - 1988 – Dům[88]
  - 1990 – Žebrácká opera (Liz Peachumová)[89]
- Pražské kulturní středisko
  - 1988 – Erotikon (Čtená zkouška na divadle) (druhá herečka) – vystupovala v alternaci s Kateřinou Frýbovou[90]
- Lyra Pragensis
  - 1991 – Chyba broskví[91]
- Agentura ORFEUS (Křižíkova fontána)
  - 1993 – Z Kytice Karla Jaromíra Erbena (propůjčila hlas)[92]
- Labyrint - umělecké centrum na levém břehu vltavském (Divadlo Labyrint)
  - 1996 – Tabáková cesta (Ada Lesterová)[93]
  - 1997–1998 – Matka aneb Prstem sklo nepřeřízneš (Janina Úhořovská, matka)[94]
- Divadlo v Řeznické
  - 1990–2012 – Zločin a trest – vystupovala v alternaci s Radkou Fidlerovou[95]
  - 1999–2002 – Kráska z Leenane (Mag Folanová)[96]
  - 2000–2014 – Premiéra mládí (Renáta)[97]
- Divadelní sdružení CD 94 (Divadlo v Celetné)
  - 2000–2002 – Den matky aneb Kdo nás zná, ten k nám nechodí (Johnsonová)[98]
  - 2001–2002 – Tartuffe (paní Pernellová, Orgonova matka)[99]
- Dejvické divadlo
  - 2001–2010 – Příběhy obyčejného šílenství (matka)[100]
- Švandovo divadlo na Smíchově
  - Pohřbené dítě
- Švandovo divadlo na Smíchově (Švandovo divadlo
  - 2003 (obnovená premiéra) – 2006 – Tartuffe (Pernellová)[101]
- Švandovo divadlo na Smíchově (Studio Švandova divadla)
  - 2003–2006 – Den matky (Johnsonová)[102]
  - 2013–2014 – Sudička Lachesis (Lachesis)[103]
- Divadlo Příbram (Velká scéna Divadla Příbram)
  - 2003 – Podivná paní Savageová (Ethel Savageová)[104]
- Divadlo Příbram (Malá scéna Divadla Příbram)
  - 2004–2006 – Tichá noc (matka)[105]
- Divadlo A. Dvořáka, Příbram
  - Tichá noc – svatá noc
- Vyšší odborná škola herecká (Pidivadlo)
  - 2005–2006 – Nýznerovský vodník (vypravěčka) – vystupovala ze záznamu[106]
  - 2005 – Vánoce s Janem Kačerem (Nina Divíšková)[107]
- Divadlo U Hasičů
  - 2006–2010 – Čtyři pokoje do zahrady – vystupovala v alternaci s Janou Brejchovou[108]
- Intimní divadlo Bláhové Dáši (Café Teatr Černá labuť
  - Od 2006 – Mrchy aneb Řekni mi pravdu o své lásce[109]
- Divadlo Bez zábradlí (Divadlo Adria)
  - 2006 – Tango (Evženie)[110]
- Divadlo Ta Fantastika
  - 2006–2009 – Osm žen (Chanelová) – vystupovala v alternaci s Radkou Fidlerovou[111]
- Divadlo U Valšů
  - 2006 – Deník Leošky K.[112]
- Městské divadlo Mladá Boleslav
  - 2007–2009 – Dům Bernardy Alby (Maria Josefa)[113]
- Partida o.s. (Malé Nosticovo divadlo)
  - 2007 – Něžná (mít se v krvi) (Lukerja)[114]
- Partida o.s. (Branické divadlo)
  - 2008 – Hříčka pozdního léta[115]
- Národní divadlo (Divadlo Kolowrat)
  - 2009–2011 – Pláč (Květa)[116]
- Studio Dva (Švandovo divadlo)
  - 2009 – Dámská šatna (Líza) – vystupovala v alternaci s Gabrielou Vránovou[117]
- Kudykam s.r.o. (Státní opera Praha)
  - 2009 – Kudykam (Jasnovidka) – vystupuje v alternaci s Věrou Nerušilovou, Hanou Seidlovou a Csongorem Kassaiem[118]
- Divadlo Kalich
  - Od 2012 – Moje hra (Paní matka)[119]

### Režie
- Vyšší odborná škola herecká (Studio Labyrint)
  - 1995 – Téma antika[120]
- Vyšší odborná škola herecká (Činoherní klub)
  - 1999–2000 – Kráska a zvíře[121]
- Vyšší odborná škola herecká (A studio Rubín)
  - 2000 – Pomsta Karamby Legreeové[122]
- Vyšší odborná škola herecká (Pidivadlo)
  - 2001 – Past na myši[123]
  - 2002–2003 – Učené ženy[124]
  - 2002–2003 – Kdo hledá, najde aneb Ženitba Balzaminova[125]
  - 2003 – Trojánky[126]
  - 2003 – Vlkodlak[127]
  - 2005 – Osudová setkání[128]
  - 2005–2006 – Andělský smích – režijní spolupráce[129]

### Divadelní pedagožka
- Vyšší odborná škola herecká (Divadlo v Řeznické)
  - 1997 – Hvězdy na jitřním nebi – pedagogická spolupráce[130]
- Vyšší odborná škola herecká (Činoherní klub)
  - 1999–2000 – Kráska a zvíře – pedagogické vedení[121]
  - 1999 – Sen noci svatojánské – pedagogické vedení[131]
- Vyšší odborná škola herecká (A Studio Rubín)
  - 2000 – Strýčkův sen – pedagogické vedení[132]
  - 2000 – Pomsta Karamby Legreeové – pedagogické vedení[122]
- Vyšší odborná škola herecká (Pidivadlo)
  - 2005–2006 – Nýznerovský vodník (vypravěčka) – pedagogická spolupráce[106]
  - 2005–2006 – Andělský smích[129]
  - 2006 – Zpívající Benátky – herecké vedení a pedagogické vedení[133]

### Autorka inscenace
- Vyšší odborná škola herecká (Pidivadlo)
  - 2005 – Osudová setkání[128]